# Nanteuil (Deux-Sèvres)
Nanteuil ist eine französische Gemeinde mit 1.702 Einwohnern (Stand: 1. Januar 2022) im Département Deux-Sèvres in der Region Nouvelle-Aquitaine. Sie gehört zum Arrondissement Niort und zum Kanton Saint-Maixent-l’École.

## Geographie
Nanteuil liegt etwa 24 Kilometer ostnordöstlich von Niort. Der Sèvre Niortaise bildet die südliche Gemeindegrenze. Umgeben wird Nanteuil von den Nachbargemeinden Exireuil im Nordwesten und Norden, Fomperron im Norden und Nordosten, Soudan im Nordosten und Osten, Sainte-Eanne im Südosten, Saint-Martin-de-Saint-Maixent im Süden und Südwesten sowie Saint-Maixent-l’École im Westen. 
Durch die Gemeinde führt die Autoroute A10.

## Bevölkerungsentwicklung
| Jahr                       | 1962 | 1968 | 1975 | 1982 | 1990 | 1999 | 2006 | 2012 | 2019 |
| Einwohner                  | 1057 | 1009 | 1163 | 1287 | 1466 | 1475 | 1619 | 1674 | 1704 |
| Quellen: Cassini und INSEE |      |      |      |      |      |      |      |      |      |

## Sehenswürdigkeiten

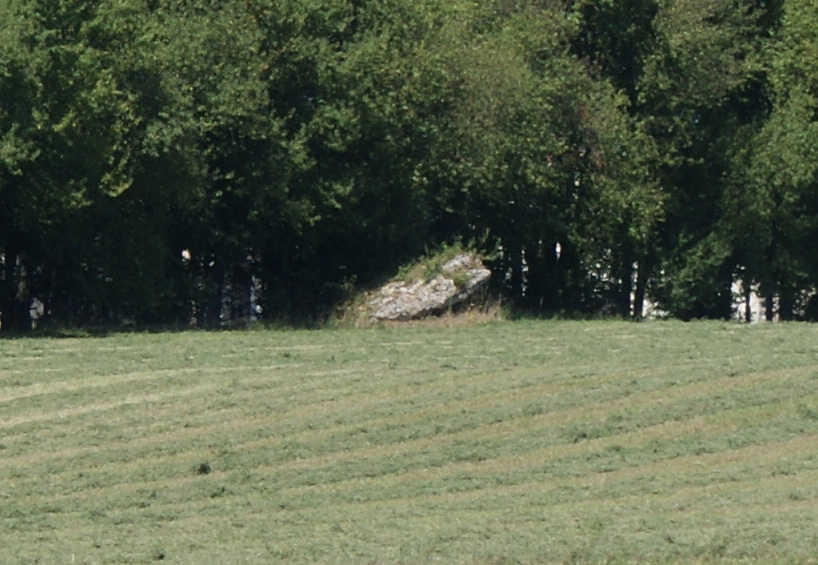
Dolmen von La Croissonière

- Merowingische Nekropole
- Dolmen de la Croisonnière
- Kirche Notre-Dame